# ناتان سوبی
ناتان سوبی (انگلیسی: Nathan Sobey؛ زادهٔ ۱۴ ژوئیهٔ ۱۹۹۰) بازیکن بسکتبال اهل استرالیا است.
از باشگاه‌هایی که در آن بازی کرده‌است می‌توان به اشاره کرد.
وی در مسابقات کشوری و بین‌المللی در مجموع برندهٔ ۱ مدال طلا، ۱ مدال برنز شده‌است.